# Basingstoke
Basingstoke er en by i den nordøstlige del af Hampshire i Sydengland. Den ligger i en dal ved udspringet til floden Loddon som siden løber sammen med Themsen. Byen ligger 48 km fra det sydvestlige London og 77 km nordøst for county town og den tidligere hovedstad Winchester. I 2012 havde byen et estimeret indbyggertal på 84.275, men dette inkluderer ikke de store forstads landsbyer Chineham, Old Basing eller Lychpit, som generelt bliver opfattet som de ydre forstæder. Det er en del boroughen Basingstoke and Deane og af valgkredsen Basingstoke. Basingstoke kaldes ofte "Doughnut City" eller "Roundabout City" fordi den rummer et antal store rundkørsler.
Basingstoke bliver ofte opfattet som en moderne planlagt by, men er i virkeligheden en gammel købstad, der blev udvidet i 1960'erne som følge af en trepartsaftale mellem London County Council og Hampshire County Council. Den blev udviklet hurtigt, i takt med andre byer i Storbritannien for at imødekomme London 'overspill' skabt under Greater London Plan i 1944. Markedet i Basingstoke bliver nævnt i Domesday Book fra 1086 og forblev in lille købstad frem til 1950'erne. Den har stadig et regulært marked, men er nu større end Hampshire County Councils definition af en købstad.
Basingstoke er blevet et vigtigt økonomisk centrum for Storbritannien, og byen huser adskillige britiske hovedsæder for virksomheder som bl.a. De La Rue, Sun Life Financial, The Automobile Association, ST Ericsson, GAME, Motorola, Barracuda Networks, Eli Lilly and Company, BNP Paribas, udlejningsdelen af BNP Paribas i Storbritannien og Sony Professional Solutions (Europa). Ligeledes har Adidas Golf Company hovedkvarter i Basingstoke. Andre industrier inkluderer forlag, IT, telekommunikation, forsikring og elektronik.
I 1866 blev den verdensberømte engelske støvlefabrikant John Lobb Bootmaker grundlagt. I dag er virksomheden blandt de dyreste og mest prestigefyldte producenter at håndsyede sko og støvler, og har hovedsæde i St James's Street i London. Luksustøjmærket Burberry blev grundlagt i byen i 1856.
The Malls er et storcenter på knap 27.000 m2 med omkring 30 butikker.